# Ashdown
Ashdown is een plaats (city) in de Amerikaanse staat Arkansas en valt bestuurlijk gezien onder Little River County.

## Demografie
Bij de volkstelling in 2000 werd het aantal inwoners vastgesteld op 4781.
In 2006 is het aantal inwoners door het United States Census Bureau geschat op 4531.

## Geografie
Volgens het United States Census Bureau beslaat de plaats een oppervlakte van
18,5 km².